# Ernest Vincent
Ernest Ferdinand François Vincent, né le  6 mars 1883 à Bourg-lès-Valence (Drôme) et mort le 11 juillet 1961 à Montpensier (Puy-de-Dôme) est un journaliste français du XXe siècle qui a dirigé le Journal des finances, hebdomadaire d'informations politiques, économiques et financières fondé en 1867. 
Auguste Vitu (1823-1891), écrivain et journaliste qui fut fondateur et directeur du Journal des finances jusqu'à sa mort en 1891, a tenu une rubrique des théâtres au Figaro.
Ernest Vincent a été également chargé de mission du gouvernement français à Saint-Pétersbourg, tout en écrivant pour son journal des articles favorables aux emprunts russes.